# Brückenhof (Kassel)
Der Brückenhof ist eine Wohnsiedlung in Oberzwehren, er gehörte Ende der 1960er Jahre zu den größten Neubauprojekten der Stadt Kassel. Ziel war es, die Wohnungsnotstände der damaligen Zeit (bedingt durch Evakuierungen, Räumungsbetroffene, Sowjetzonenflüchtlinge und kinderreiche Familien) zu beseitigen.
Die Hochhauswohnkomplexe der Brückenhof-Siedlung zeichneten sich durch ihre für die 1960er/1970er Jahre zeittypische, moderne Fertigbauweise des sozialen Wohnungsbaus aus. Bauträger war die GEWOBAG.

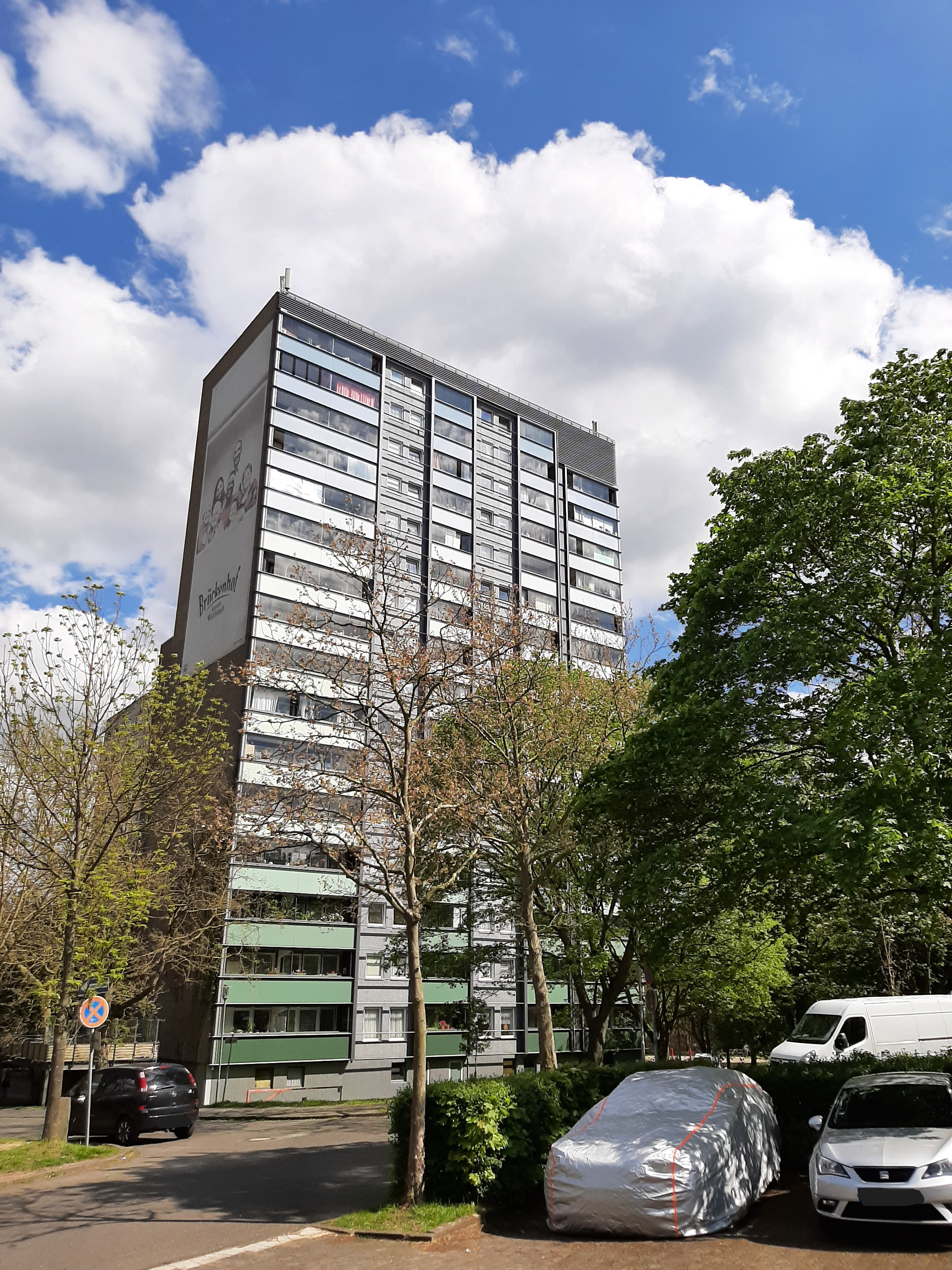
Hochhaus in der Brückenhof-Siedlung

## Bevölkerung und Zusammensetzung
Im Jahr 2017 betrug die Zahl der Bevölkerung laut der Fachstelle Statistik der Stadt Kassel 5645 Personen. Mit 47 % männlichem und 53 % weiblichem Anteil zeigt sich die Geschlechterverteilung ausgeglichen. Knapp die Hälfte der dort Lebenden sind 45 Jahre oder älter.
76 % der im Brückenhof lebenden Bevölkerung hat Migrationshintergrund (34 % davon mit doppelter Staatsbürgerschaft). Gut ein Drittel sind Deutsche als Aussiedler. Am stärksten vertreten sind Personen aus der Russischen Föderation, Polen, Kasachstan, Afghanistan und der Ukraine.

## Geographie und Verkehr
Der Brückenhof erstreckt sich entlang der Brückenhofstraße, der Heinrich-Plett-Straße, der Dietrich-Bonhoeffer-Straße und der Korbacher Straße. Er ist über die Straßenbahnlinien 2, 3, 6 und 7 an den städtischen Nahverkehr angebunden.

## Grundsteinlegung
1966 entstanden bereits Wohnungen für 3500 Menschen. Die Kosten für dieses Bauunterfangen betrugen 46,5 Millionen Deutsche Mark. Die 556 errichteten Wohnungen besaßen eine Durchschnittsgröße von 72 m². Richtfest war am 17. Oktober 1966.

## Brückenhof im Wandel
In der Brückenhofsiedlung sollen in den nächsten zehn Jahren bis zu 350 neue Wohnungen entstehen. Erste Planungen und Studien hierzu wurden von der Stadt Kassel in Auftrag gegeben. Grund ist die Wohnraumverknappung und auch der Bedarf an fehlenden kleineren Wohnungen. Die städtebauliche Verdichtung im Brückenhof sieht unter anderem auch zwei moderne Hochhäuser in der Heinrich-Plett-Straße vor.
Daneben steht in den letzten Jahren am Brückenhof vor allem die energetische Sanierung im Vordergrund: 2019 wurde die Kita im Brückenhof für 1,27 Millionen Euro nach ökologischen und energetischen Gesichtspunkten saniert. Seit 2017 wird die im Stadtteil liegende Willy-Brandt-Schule (Berufsschule) unter energetischen Gesichtspunkten saniert (veranschlagte Kosten 21 Millionen Euro).